# 20,000 فرسخ تحت الماء (فلم 1954)
20.000 فرسخ تحت الماء (بالإنجليزية: 20,000 Leagues Under the Sea) هو فيلم مغامرة أُصدر في الولايات المتحدة وصدر في سنة 1954. الفيلم من إخراج ريتشارد فليشر.

## طاقم التمثيل
- بيتر لور

## الميزانية والإيرادات
بلغت تكلفة إنتاج الفيلم حوالي 5 ملايين دولار بينما حقق أرباحا تقدر بـ 28,200,000 دولار.

### ترشيحات وجوائز
| السنة | الحدث  | الفئة          | النتيجة |
| ----- | ------ | -------------- | ------- |
|       | أوسكار | أفضل إنتاج فني | فوز     |

## وصلات خارجية
- مقالات تستعمل روابط فنية بلا صلة مع ويكي بيانات